# جعل آنا
جعل آنا (انگلیسی: Inventing Anna) یک مینی‌سریال تلویزیونی درام آمریکایی ۹ قسمتی است که با الهام از داستان آنا سوروکین و مقاله‌ای در نیویورک تایمز با عنوان «آنا دلوی چگونه مردم نیویورک را فریب داد» توسط جسیکا پرسلر ساخته و تولید شده‌است. این سریال در ۱۱ فوریه ۲۰۲۲ در نتفلیکس پخش شد.
جولیا گارنر در نقش آنا سوروکین، شخصیت اصلی، ایفای نقش می‌کند.